# Ortodoxia, Autocracia e Nacionalidade

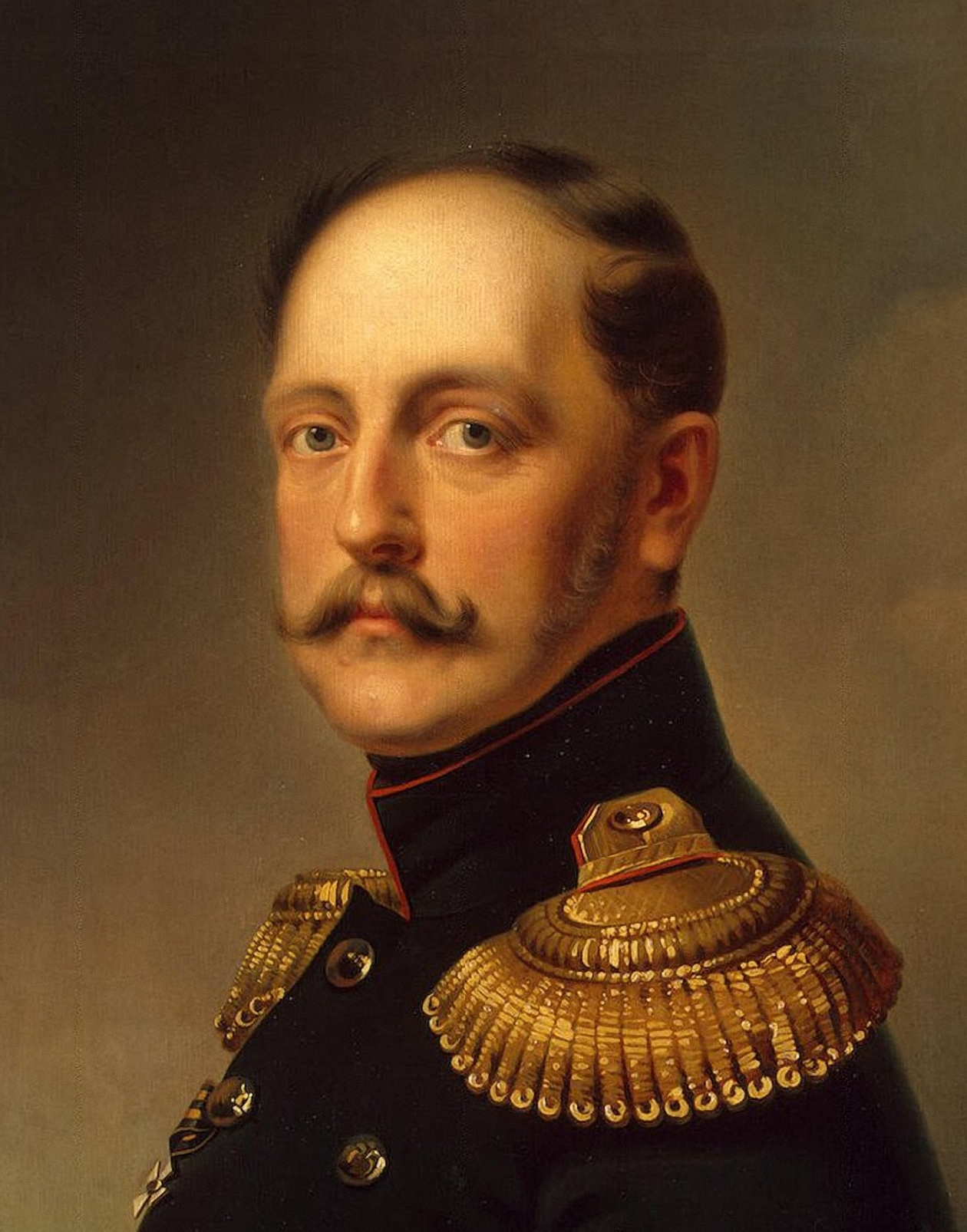
Nicolau I (reinou de 1825 a 1855) fez da Ortodoxia, Autocracia e Nacionalidade a principal doutrina imperialista de seu reinado

Ortodoxia, Autocracia e Nacionalidade (em russo:  Правосла́вие, самодержа́вие, наро́дность, transl. Pravoslávie, samoderzhávie, naródnost'), também conhecido como Nacionalismo Oficial, foi a doutrina ideológica imperial dominante do imperador russo Nicolau I. A doutrina buscava a unidade imperial sob o cristianismo ortodoxo e a autoridade absoluta do imperador, ao mesmo tempo que suprimia ideias consideradas destrutivas para essa unidade. Seguiu uma tendência reacionária europeia mais ampla que procurava restaurar e defender instituições políticas que foram derrubadas nas Guerras Napoleónicas.
"A Tríade" da Nacionalidade Oficial foi originalmente proposta pelo Ministro da Educação, Sérgio Uvarov, em sua carta circular de 2 de abril de 1833, aos educadores subordinados. Logo foi adotado por Nicolau e seu establishment e ganhou amplo reconhecimento público, apoiado vocalmente por intelectuais como Miguel Pogodin, Teodoro Tiutchev,  e Nicolau Gogol.
Os críticos da política viram este princípio como um apelo à russificação. No entanto, o próprio fato da sua existência, sendo a primeira ideologia política estatal da Rússia desde o século XVI, indicava a transição iminente da nação para a modernidade.